# 김성수 (1956년)
김성수(金聖洙, 1956년 9월 9일 ~ )는 대한민국의 MBC 기자 출신 정치인이며, 2016년 5월부터 2020년 1월까지 제20대 국회의원(더불어민주당 비례대표)을 역임했다.

## 학력
- 덕소국민학교 졸업
- 경기중학교 졸업
- 경기고등학교 졸업
- 서울대학교 인문대학 독어독문학 학사

## 경력
- 1984: MBC 기자
- 2003: MBC 보도국 정치부장
- 2005: MBC 뉴스편집1부 부장
- 2005: MBC 보도국 부국장
- 2007.11: MBC 보도국 국장
- 2011.03: 목포MBC 사장
- 2014.05 ~ 2014.10: 새정치민주연합 이종걸 원내대표 정무조정실장
- 2014.10 ~ 2015.12: 새정치민주연합 대변인
- 2015.12 ~ 2016.04: 더불어민주당 대변인
- 2016년 4월 13일: 대한민국 제20대 국회의원 선거 당선(비례대표, 더불어민주당, 초선)
- 2016.05 ~ 2020.01: 제20대 국회의원(비례대표, 더불어민주당, 초선)
  - 2016.06 ~ 2017.07: 제20대 국회 전반기 미래창조과학방송통신위원회 위원
  - 2017.05 ~ 2017.09: 제20대 국회 헌법재판소장(김이수) 임명동의에 관한 인사청문특별위원회 위원
  - 2017.07 ~ 2018.05: 제20대 국회 전반기 과학기술정보방송통신위원회 위원
  - 2017.12 ~ 2018.05: 제20대 국회 4차 산업혁명 특별위원회 위원
  - 2018.07 ~ 2020.01: 제20대 국회 후반기 과학기술정보방송통신위원회 간사
  - 2018.10 ~ 2019.06: 제20대 국회 4차 산업혁명 특별위원회 위원
- 2020.02 ~ 2021.05: 제7대 국무총리비서실장(차관급)
- 2024.07 ~ 법무법인 YK 공공정책 연구원장

## 진행

### 텔레비전
- 2008년: MBC 《MBC 뉴스데스크》

### 라디오
- 2008년: MBC 표준FM 《MBC 뉴스포커스》

## 역대 선거 결과
| 실시년도 | 선거   | 대수 | 직책     | 선거구   | 정당         | 득표수       | 득표율          | 순위          | 당락 | 비고 |
| -------- | ------ | ---- | -------- | -------- | ------------ | ------------ | --------------- | ------------- | ---- | ---- |
| 2016년   | 총선   | 20대 | 국회의원 | 비례대표 | 더불어민주당 | 6,069,744 표 | \| \| 25.54% \| | 비례대표 10번 |      | 초선 |
|          | 25.54% |      |          |          |              |              |                 |               |      |      |

## 소속 정당
| 소속 정당 | 소속 정당      | 소속 기간 | 비고      |
| --------- | -------------- | --------- | --------- |
|           | 새정치민주연합 | 2014~2015 | 정계 입문 |
|           | 더불어민주당   | 2015~2020 | 당명 변경 |
|           | 무소속         | 2020~2021 | 탈당      |
|           | 더불어민주당   | 2021~현재 | 복당      |

## 같이 보기
- 대한민국 제20대 국회의원 선거 더불어민주당 후보 목록#비례대표
- 대한민국의 국무총리비서실장